# Kronologija Domovinskog rata: prosinac 1995.

### 1. prosinca
- Najnovija rezolucija Vijeća sigurnosti o okupiranim dijelovima Hrvatske i tehničkom produžetku mandata UNCRO-a do sredine siječnja iduće godine ne znači produženje mandata UNCRO-a, nego je riječ o prijelaznoj rezoluciji, prijelaznom mandatu, dok Vijeće ne odluči koje će snage poslati da provedu temeljni sporazum o reintegraciji okupiranih hrvatskih područja, izjavio predsjednik Tuđman na konferenciji za domaće i strane novinare u Zagrebu.[1]
- U očekivanju odluke o provedbi Rezolucije 1.022 Vijeća sigurnosti, kojom su suspendirane trgovinske sankcije protiv SRJ, Austrija ukinula zapreke za uvoz i izvoz za Srbiju i Crnu Goru.[1]
- NATO odobrio odluku da u BiH pošalje prethodnicu od 2.600 američkih, francuskih i britanskih vojnika, kako bi se pripremila operacija provedbe mira u BiH, u kojoj će sudjelovati ukupno 60.000 pripadnika međunarodnih snaga.[1]
- OESS je bila prva međunarodna organizacija u koju je samostalna Hrvatska bila primljena, a bila je i prva koja je bivšu država SFRJ zbog agresije suspendirala iz članstva, izjavio u intervjuu za Večernji list hrvatski veleposlanik u OESS-u dr. Darko Bekić.[1]
- Čelnik bosanskih Srba Karadžić traži od Francuske potporu za postizanje boljeg rješenja za Srbe u Sarajevu u zamjenu za oslobađanje dvojice francuskih pilota, piše Le Figaro.[1]

### 2. prosinca
- Predsjednik Republike Hrvatske dr. Franjo Tuđman primio u Predsjedničkim dvorima izaslanstvo američkih kongresmena, koje boravi u Zagrebu u sklopu priprema za glasovanje Kongresa o odluci predsjednik Clintona o slanju i ulozi američkih snaga u BiH.[1]
- Vijećnici udruge sedam oporbenih stranaka izabrali gradonačelnika i predsjednika Skupštine grada Zagreba, dok predstavnici HDZ-a, koji ima relativnu većinu, drže da je to nedemokratski postupak, jer će prema Poslovniku za konstituiranje Skupštine potrebna dvotrećinska nazočnost.[1]
- Ukidanje sankcija omogućuje Beogradu ne samo zahvat u dosad zamrznute financijske rezerve bivše SFRJ, nego se mogu aktivirati i zaustavljeni ugovori. Tako, jedan s Rusijom (vojni) i milijardski zajam iz Švicarske, piše Večernji list.[1]
- Predsjedništvo HDZ-a BiH prihvatilo Daytonski sporazum i ostavke Krešimira Zubaka na dužnost predsjednika Predsjedničkog vijeća HR HB i predsjednika Federacije BiH, te ostavku Darija Kordića na dužnost predsjednika HDZ-a BiH.[1]
- Američki predsjednik Bill Clinton potpisao zapovijed o slanju prvih američkih vojnika u BiH.[1]

### 3. prosinca
- U Rovinju počinje Europski kongres Međunarodnog vijeća za vojni pport - CISM. Organiziranje kongresa dobila Hrvatska na Svjetskom kongresu CSIM-a u Pekingu, nakon operacije Bljesak.[1]
- Dosad ekshumirano više desetaka žrtava srpskih zločina u zadarsko-kninskoj županiji Lovincu, Obrovcu, Nadinu, Lisičiću, Medviđi, Benkovcu i Sopotu.[1]
- S obzirom na to da na sjednici Skupštine Zagreba nije bilo dvotrećinske većine, potrebne prema privremenom Poslovniku Gradske skupštine, Gradska skupština grada Zagreba nije izabrana, izjavio za Večernji list ministar uprave hrvatske Vlade Davorin Mlakar.[1]
- Nekoliko tisuća Posavaca prosvjedovalo na zagrebačkom Trgu Francuske Republike protiv Daytonskog sporazuma.[1]

### 4. prosinca
- Sljedeći mjesec demobilizirat će se 42.000 vojnika, a uklanjanje mina jedan je od preduvjeta za gospodarsku obnovu ratom pogođenih područja, zaključak sjednice Vijeća obrane i nacionalne sigurnosti održane pod predsjedanjem dr. Franje Tuđmana.[1]
- Važno je okrenuti se budućnosti odnosno rješavanju humanitarnih pitanja, izgradnji povjerenja i svekolikoj normalizaciji odnosa među državama proizašlim iz bivše Jugoslavije, izjavio predsjednik Tuđman primajući posebnu izvjestiteljicu Komisije za ljudska prava UN Elizabeth Rehn.[1]
- Na temelju izvješća ministra uprave Davorina Mlakara, a na prijedlog potpredsjednice dr. Ljerke Mintas-Hodak, hrvatska Vlada zaključila da 2. prosinca nije konstituirana Gradska skupština Zagreba, niti Skupština Zagrebačke županije, jer na sjednici nije bilo prisutno potrebnih dvije trećine članova.[1]
- Predsjednik Predsjedništva BiH Alija Izetbegović zamolit će mudžahedine iz muslimanskih zemalja da napuste BiH, izjavio u Washingtonu zapovjednik američke vojske general John Sahlikashvilr. Prema navodima UN u BiH je između t .500 i 3.000 mudžahedina.[1]

### 5. prosinca
- Predsjednik Tuđman, primajući u Predsjedničkim dvorima visoku povjerenicu UN-a za izbjeglice Sadako Ogatu, istaknuo da ni jedna država nije do te mjere opterećena pitanjem izbjeglica i prognanika kao Hrvatska, te da je pomoć međunarodne zajednice do sada bila nedostatna. Ogata je najavila financijsku potporu Hrvatskoj u visini 32 milijuna dolara.[1]
- Glavni tajnik i Vijeće sigurnosti pripremaju provediv model reintegracije istočne Slavonije, Baranje i zapadnog Srijema, zatim će uslijediti međusobno priznavanje Hrvatske i Srbije u međunarodno priznatim granicama, izjavio u intervjuu 'Večernjem listu hrvatski veleposlanik pri UN-u Mario Nobilo.[1]
- Američki predsjednik Bill Clinton razmišlja o mogućnosti da ovog mjeseca posjeti Sarajevo, kako bi pokazao američku potporu mirovnom procesu, piše Washington Post.[1]
- Posrednik EU Carl Bildt prihvatio dužnost koordinatora provedbe mirovnog plana za BiH.[1]

### 6. prosinca
- Budući da svi koji su došli u istočnu Slavoniju mog ostati ili otići, a istodobno svi protjerani imaju pravo na povratak, to će u praksi stvoriti probleme, rekao potpredsjednik hrvatskog Sabora Vladimir Šeks u razgovoru s predstavnicima Međunarodne komisije za Balkan.[1]
- Prethodnica od 45 NATO-vih vojnika stigla u Zagrebačku zračnu luku Pleso gdje će se zadržati neko vrijeme, a krajnji cilj njihova putovanja je Sarajevo.[1]
- Treba kazniti one koji su osumnjičeni za ratne zločine učinjene na tlu bivše Jugoslavije, jer se bez pravde neće moći uspostaviti nikakav mir izjavio američki predsjednik Bill Clinton skupni predstavnika privatnih humanitarnih udruga u Washingtonu.[1]

### 7. prosinca
- Daytonski mirovni plan ne donosi radost u Grbavicu, Ilijaš, Hadžiće i Vogošću, rubna područja Sarajeva, koja su Srbi izgubili. Srbi kažu da ne žele imati ništa sa sporazumom, za koji tvrde da će ih istjerati iz njihovih kuća, piše Washington Post.[1]
- Na temelju Daytonskog sporazuma, u Zagrebu održan prvi sastanak zajedničke Komisije za traženje nestalih osoba Republike Hrvatske i SRJ.[1]
- Predsjednik Tuđman primio u Predsjedničkim dvorima vjerodajnice veleposlanika Republike Indonezije u Hrvatsko Hassana Abdula Đalila, koji mu je izručio poziv indonezijskog predsjednika Suharta da posjeti Indoneziju.[1]
- Sporazum u Daytonu katastrofalan je i potpun politički i moralni poraz Hrvatske politike u BiH, rekao dr. Zoran Božić Sotinsky, član glavnog odbora i glasnogovornik Saveza Hrvata BiH, na konferenciji za novinare u Zagrebu.[1]
- Na zasjedanju ministara vanjskih poslova zemalja OESS-a u Budimpešti hrvatsko izaslanstvo predlaže da se misija OESS-a, koja nadgleda poštovanje ljudskih prava na područjima oslobođenim Olujom, uputi u istočnu Slavoniju, izjavio dr. Mate Grani.[1]

### 8. prosinca
- Predsjednik Republike Hrvatske dr. Franjo Tuđman primio u Predsjedničkim dvorima apostolskog nuncija Svete stolice msgr. Giulija Einaudija, koji je istaknuo potporu Svetog Oca sporazumu postignutom u Daytonu.[1]
- Predsjednik Tuđman primio izvjestitelja Odbora za politička pitanja Parlamentarne skupštine vijeća Europe Pierrea Renea van der Lindena, a razgovaralo se o područjima oslobođenim u Oluji, pitanjima odbjeglih i njihovom povratku, te situaciji u istočnoj Slavoniji.[1]
- Nekadašnje republike bivše SFRJ održat će sljedeći mjesec sastanak, na kojem bi trebalo donijeti mjere koje će spriječiti otuđivanje imovine bivše SFRJ, procijenjene na 60 milijardi dolara, a koje su započele Srbija i Crna Gora, prenosi agencija Reuter.[1]
- Misija OESS-a u istočnoj Slavoniji imat će važnu ulogu u normalizaciji života na tom teritoriju i u očuvanju suvereniteta Republike Hrvatske, izjavio dr. Mate Granić u svom izlaganju na zasjedanju Ministarskog vijeća OESS-a u Budimpešti. Granić je izrazio nadu da će misija tijesno surađivati s hrvatskom Vladom u implementaciji Osnovnog sporazuma u provedbi ljudskih i manjinskih prava, razvitku demokratskih institucija, provedbi izbora, dijalogu etničkih skupina, te povratku izbjeglih i prognanih.[1]
- U Londonu počela velika Donatorska konferencija o BiH, na kojoj sudjeluju predstavnici kontaktne skupine, EU, Svjetske i Europske banke, UN-a, UNHCR-a i NATO-a, te većeg broja zemalja.[1]

### 9. prosinca
- Predsjednik Tuđman primio u Predsjedničkim dvorima pomoćnika glavnog tajnika SAD Richarda Holbrookea, a razmatrane pripreme za mirovnu konferenciju u Parizu. Holbrooke novinarima izjavio da SAD jamče reintegraciju hrvatskih teritorija, a da na čelo Prijelazne uprave SAD namjeravaju predložiti umirovljenog američkog generala visokog ranga.[1]
- Ako sve bude teklo prema planu, realno je očekivati da će nakon siječanjske sjednice Političkog odbora hrvatski slučaj' biti na stolu Parlamentarne skupštine Vijeća Europe u travnju iduće godine, rekao u intervju Večernjem listu izvjestitelj Odbora za politička pitanja Parlamentarne skupštine Vijeća Europe Pierre Rene van der Linden.[1]
- Nacionalna federacija američkih Hrvata (NFCA) pozvala sve svoje udruge članice da izraze podršku inicijativi predsjednika Clintona u slanju američkih snaga u BiH.[1]

### 10. prosinca
- Predsjednik Tuđman primio Predsjedničkim dvorima izaslanstvo američkih kongresmena i tom prigodom pozdravio odluku američkog Predsjednika o slanju snaga NATO-a u BiH.[1]
- Članovi Biskupske konferencije BiH uputili otvoreno pismo potpisnicima i svjedocima Daytonskog sporazuma, u kojem napominju da su se svojim izjavama obratili javnosti, skupno ili u zajedništvu s biskupima Republike Hrvatske, bar 25 puta u 4 godine, za prestanak agresorskog rata i uspostavljanje čvrstog i pravednog mira u BiH.[1]
- Geopolitički gledano, Hrvatska BiH su prirodni partneri, važno je to što obje zemlje imaju interes da se okrenu na novu realizaciju u smislu integracije prema Europi, Zapadu i islamskom svijetu, rekao ministar vanjskih poslova BiH Muhamed Šaćirbej u intervjuu Večernjem listu.[1]
- Zastupnički dom Hrvatske Republike Herceg-Bosne traži od izaslanstava Hrvatske i BiH te međunarodne zajednice da na pregovorima u Parizu ishode uključenje cjelovite Bosanske Posavine u sastav hrvatsko-bošnjačke Federacije, kako je bilo predviđeno planom kontaktne skupine i Washingtonskim sporazumom.[1]
- Doprinos Nizozemske snagama IFOR-a u BiH bit će 2.060 vojnika. Konačna odluka Den Haaga vezana za prihvaćanje Vijeća sigurnosti. Naime, debakl Nizozemaca ovog ljeta u Srebrenici, kada su kao zaštitnici kukaviči otiši kuć ostavljajuć Mladićevim četnicima stanovnike enklave, teško je oštetio ugled Nizozemske. Javnost ih optužuje da su izravno krivi za smrt 6.000 Srebreničana.[1]

### 11. prosinca
- Da nismo potpisali sporazum u Daytonu, međunarodna bi zajednica optužila Hrvatsku kao glavnog krivca za propast njezinih napora u rješavanju krize, izjavio dr. Mate Granić u svom izvješću na sjednici Zastupničkog doma Sabora Republike Hrvatske.[2]
- U Zagrebu umro Ante Miko Tripalo, političar i publicist, zastupnik u prijašnjem sazivu Zastupničkog doma Sabora RH i predsjednik Akcije socijaldemokrata Hrvatske.[2]
- Rasporednanje snaga NATO-a u BiH trebalo bi biti dovršeno u roku 60 dana, izjavio u Zagrebu na čelnik stožera IFOR-a general William Carter.[2]
- Pozivajući se na izjavu ruskog ministra Andreja Kozireva, agencija Inter-tass objavila da se ruska vlada obratila Sudu u Haagu sa zahtjevom da se protiv Karadžića i Mladića obustavi postupak.[2]
- Vijeće Županijskog suda u Zadru izreklo presude 18-orici optuženih za ratni zločin počinjen 18. studenoga 1991. u Škabrnji, a osmoricu optuženih zasad oslobodilo optužbe. U Škabrnji su toga dana na okrutan način umorena 44 mještana.[2]

### 12. prosinca
- Započela Pariška konferencija.[2]
- Ustavotvorna skupština Federacije BiH prihvatila u Sarajevu Daytonske sporazume, uz velike zamjerke zemljovidu.[2]
- Skupština Republike BiH izglasala odluku kojom zadržava pravo na otkazivanje mirovnog sporazuma iz Daytona,u slučaju neopravdanog produženja njegove provedbe.[2]
- Francuski piloti, satnik Frederic Chifot i poručnik Jose Souvigent, koji su duže vrijeme bili zatočenici bosanskih Srba, oslobođeni i stigli u Zvornik, priopćio pariški ured predsjednika Jacquesa Chiraca.[2]

### 13. prosinca
- Kongres SAD dao podršku američkim vojnicima upućenim u BiH, ali nije dao podršku i odluci američkog predsjednika o slanju 20.000 američkih vojnika u BiH.[2]

### 14. prosinca
- Veleposianica SAD pri UN Madeleine Albright uputila oštre kritike Boutrosu Ghaliju za neodlučnost u pristupu pitanju formiranja snaga za istočnu Slavoniju.[2]
- Na mirovnoj konferenciji u Parizu potpisan Mirovni sporazum o BiH. Opći okvirni sporazum prvi potpisali predsjednici dr. Franjo Tuđman, Alija Izetbegović i Slobodan Milošević. Dok je primanje između Srbije i BiH postalo dijelom Sporazuma, primanje između Srbije i Hrvatske ostaje za nove pregovore. Hrvatska i BiH potpisale sporazum o uspostavi Zajedničkog vijeća Republike Hrvatske, Republike i Federacije BiH.[2]
- Za Hrvatsku je od posebne važnosti da se što prije ostvari reintegracija preostalog okupiranog područja u ustavno-pravni poredak Hrvatske, istaknuo u svom pariškom izlaganju predsjednik Tuđman.[2]
- Predsjednik SAD Bill Clinton sastao se u Parizu s predsjednicima Tuđmanom, Izetbegovićem í Miloševićem, najprije zajedno, a zatim pojedinačno. Na sastanku s predsjednikom Tuđmanom Federacija BiH bila ključno pitanje.[2]

### 15. prosinca
- Nema odgode rješenja za hrvatsko Podunavlje, a Ghalijev prijedlog o rješavanju nije usmjeren na provedbu Temeljnog sporazuma, izjavio predsjednik Tuđman na konferenciji za novinare po povratku iz Pariza u Zagreb.[2]
- Na dvodnevnom sastanku franjevačke provincije Bosne Srebrene, održanom u Visokom, ocijenjeno da je Mirovni sporazum o BiH doprinos miru, međutim, franjevci ga ne smatraju pravednim rješenjem.[2]

### 16. prosinca
- Hrvatski veleposlanik pri UN dr. Mario Nobilo odbacio u New Yorku prijedlog Boutrosa Ghalija o načinu provedbe Temeljnog sporazuma o hrvatskom istoku. Dok glavni tajnik želi stvoriti novu zaštićenu zonu, koja bi čuvala status quo, SAD smatraju da UN samo trebaju provesti prijenos odgovornosti s pobunjeničkih vlasti na hrvatsku vlast.[2]
- Vijeće sigurnosti odobrilo slanje snaga NATO-a u BiH, koji Ee također tamo preuzeti i ovlasti UN-a.[2]

### 17. prosinca
- U Izbjegličkom kampu Kuplensko još uvijek se nalazi više od 18.000 muslimanskih stradalnika iz Velike Kladuše.[2]
- Rusija ponudila utočište i novu karijeru osumnjičenom ratnom zločincu Ratku Mladiću, piše britanski Sunday Times.[2]

### 18. prosinca
- U Petersbergu pokraj Bonna počela konferencija o mjerama povjerenja i kontroli naoružanja na tlu bivše Jugoslavije, na kojoj sudjeluju ministri vanjskih poslova Hrvatske, Srbije i BiH, predstavnici bosanske Federacije i tzv. republike srpske, susjednih država Slovenije i Makedonije, Europske unije, NATO-a, kontaktne skupine, islamskih država, ukupno 32 zemlje i udruge, medu kojima je 16 ministara vanjskih poslova.[2]
- Hrvatska vjeruje da je mirna reintegracija istočne Slavonije ključna za trajnu stabilnost u regiji. Bez toga svi ćemo se suočiti s opasnostima novih neprijateljstava i destabilizacije cijele regije s nepredvidivim posljedicama, istaknuo ministar Granić na međunarodnoj konferenciji o bivšoj Jugoslaviji u Bonnu.[2]
- Hrvatski ministar vanjskih poslova dr. Mate Granić susreo se uoči početka međunarodne konferencije o mjerama povjerenja i kontroli naoružanja na tlu bivše Jugoslavije u Bonnu s njemačkim ministrom vanjskih poslova Klausom Kinkelom, koji je obećao njemačku potporu Hrvatskoj u ponovnoj. uspostavi pregovora o integraciji Hrvatske u europske strukture.[2]
- Glavni stožer vojske Jugoslavije objelodanio da postupno prevodi oružanu silu u stanje stalne (mirnodopske) borbene spremnosti.[2]
- Predstavnici UNPROFOR-a u Sarajevu potvrdili kako Će se prijenos ovlasti na Međunarodne snage za provedbu mirovnog sporazuma (IFOR) obaviti 20. prosinca.[2]
- Vijest o pogibiji milanskog imama Anwae As-Sayd Shabana, koji je u Italiji optužen za terorizam i stoga tražen, navodno u sukobu s hrvatskim snagama kod Žepča,dobila velik odjek u talijanskim glasilima. Gama al Islamyja najavila novu osvetu Hrvatskoj (poslije riječkog atentata).[2]

### 19. prosinca
- Otpravnik poslova u misiji SRJ pri UN-u Vladislav Jovanović poslao pismo predsjedatelju Vijeća sigurnosti, u kojem za srebreničku tragediju optužuje snage vlade BiH.[2]
- Hrvatski članovi Vlade Federacije BiH izdali u Mostaru priopćenje da su preglasani prigodom usvajanja Prijedloga zakona o Vladi Republike BiH, Vladi Federacije BiH, te zakona o republičkim i federalnim ministarstvima, a usvojena rješenja suprotna su Daytonu.[2]
- Predstavnici Međunarodnog suda za ratne zločine učinjene na tlu bivše Jugoslavije i NATO-a razgovarali u Haagu o praktičnim i pravnim načinima privođenja ratnih zločinaca u Den Haag. Prema odlukama koje su prihvaćene 15. prosinca na Vijeću NATO-a vojnici u sklopu IFOR-a neće biti zaduženi za traženje ratnih zločinaca, ali su obvezni zadržati ih i predati ih ako na njih nadu.[2]
- Predstojnik Ureda Predsjednika Republike dr. Ivo Sanader primio u Predsjedničkim dvorima posebnog izaslanika Boutrosa Ghalija Kofija Annana i tom prigodom mu ponovio hrvatska stajališta glede provedbe Temeljnog sporazuma, istaknuvši da Hrvatska ne može prihvatiti nazočnost međunarodnih snaga u opsegu koji predlaže glavni tajnik UN-a nego se zalaže za manje snage, koje bi najbrže i najučinkovitije provele sporazum.[2]
- Kao najgore teritorije što se tiče poštovanja ljudskih prava američka udruga za ljudska prava Freedom House iz New Yorka navodi: Istočni Timor, Kašmir, Tibet i Kosovo.[2]
- Priznanje hrvatske suverenosti nad istočnom Slavonijom ključno je pitanje sadašnjeg trenutka, istaknuo na TV Slovenija slovenski predsjednik Milan Kučan.[2]

### 20. prosinca
- Banjolučki biskup dr. Franjo Komarica, nakon 231 dana kućnog pritvora, konačno slobodno izašao iz svoje biskupske rezidencije.[2]
- Predsjednik RH dr. Franjo Tuđman primio u Predsjedničkim dvorima otpravnika poslova SAD Roberta Finna na njegov zahtjev i tom prigodom prihvatio sugestiju državnog tajnika SAD Christophera o razmjeni posjeta ministara vanjskih poslova Hrvatske i SAD.[2]
- Pobunjeni Srbi tumače Temeljni sporazum na svoj način i insistiraju na nekakvoj srijemsko-baranjskoj oblasti.[2]
- Međunarodne snage za provedbu mirovnog sporazuma (IFOR) u BiH preuzele ovlasti od UNPROFOR-a. Primopredaju ovlasti u sarajevskoj zračnoj luci obavili francuski general Janvier i britanski general Michael Walker, zapovjednik NATO-vih Snaga za brzo djelovanje.[2]

### 21. prosinca
- Glavni tajnik UN-a Boutros Gali odlučio poslati američkog pričuvnog generala Jacquesa Kleina u istočnu Slavoniju, kako bi u tom hrvatskom području obavio pripreme za uspostavu prijelazne vlasti.[3]
- Glavna zadaća IFOR-a, kako piše u Daytonskom sporazumu, jest uspostava trajnog prekida neprijateljstava, za što je NATO tražio i dobio velike ovlasti. Tako će apsolutnu vlast u BiH sljedećih godinu dana imati glavni zapovjednik Snaga za provedbu Daytonskog sporazuma američki admiral Leightori Smith, odnosno njegovi najbliži suradnici.[3]

### 22. prosinca
- U Zagrebu održana prva sjednica Predsjedničkog vijeća, kojom j je predsjedao dr. Franjo Tuđman.[3]
- U ime predsjednika Republike dr. Franje Tuđmana, dr. Mate Granić susreo se u zračnoj luci Pleso s češkim predsjednikom Vaclavom Havelom, koji se je u Zagrebu zadržao na svom putu za Sarajevo.[3]

### 23. prosinca
- Vlada Republike Hrvatske, koja je poništila sve odluke do sada konstituiranih Gradske i Županijske skupštine Zagreba, sazvala nove konstituirajuće sjednice 2. siječnja.[3]

### 24. prosinca
- Hrvatska se zajedno s Kambodžom i BiH nalazi na samom svjetskom vrhu po broju posijanih mina, stoji u podacima objavljenim u publikaciji uz 50. UNICEF-ov rođendan.[3]
- Vukovarci insistiraju na naknadama ratnih šteta zbog uništenje pokretne i nepokretne imovine, a o obnovi neka skrbi Ministarstvo obnove, rečeno na sjednici vukovarskog Gradskog poglavarstva održanoj u Zagrebu.[3]

### 25. prosinca
- Nakon oslobađanja okupiranih teritorija upozorili smo na ono protiv čega smo se uvijek borili za vrijeme rata, da se ni u zakonitoj obrani ne čine zlodjela koja bi prešla granicu zakonite obrane, izjavio u svom božićnom intervjuu Večernjem listu nadbiskup zagrebački kardinal Franjo Kuharić.[3]

### 26. prosinca
- Blagdan Božić svečano proslavljen u cijeloj Hrvatskoj.[3]
- U Posušju obavljena svečana primopredaja dužnosti s dosadašnjeg načelnika Glavnog stožera HVO-a general bojnika Tihomira Blaškića na general bojnika Živka Budimira.[3]
- Armija BiH i snage bosanskih Srba razmijenile 245 ratnih zarobljenika.[3]
- Predsjednik SAD Bill Clinton uputio božićnu poruku naciji, u kojoj se posebno obratio predstavnicima američkih oružanih snaga, medu ostalim, rekavši im: Vaša misija mira i dobre volje u Bosni podsjeća nas na to što ovo doba godine znači za ljude širom svijeta.[3]

### 27. prosinca
- Izvještaj o stanju ljudskih prava u Hrvatskoj i na prečac prihvaćena Predsjednička izjava Vijeća sigurnosti UN-a stvorili pogrešan dojam o postojanju ozbiljnih problema i napetosti u Hrvatskoj, ističe u pismu predsjedavajućem Vijeća sigurnosti UN-a ruskom veleposlaniku Sergeju Lavrovu stalni hrvatski predstavnik pri UN-u Mario Nobilo.[3]
- Da nije bilo čvrstih jamstava vodećih svjetskih čimbenika da ćemo mirne reintegrirati okupirane dijelove zemlje, već bismo ove godine vojno oslobodili hrvatsko Podunavlje, rekao predsjednik Tuđman na primanju za članove Sabora, Vlade, ostalih visokih državnih tijela i predstavnike gospodarstvenika u Predsjedničkim dvorima.[3]
- Ustavni sud donio odluke po kojima oporba u Zagrebu nije bila u pravu, pa Vladini zaključci i odluka o sazivanju nove konstituirajuće sjednice zagrebačke Gradske i Županijske skupštine za 2. siječnja 1996. godine - ostaju na snazi. Gradska se skupština treba konstituirati na temelju Privremenog poslovnika, koji je na snazi, što znači da će biti potrebna nazočnost barem dvije trećine izabranih članova.[3]
- Srpski 'Radio Mirkovci' u više navrata ponovio da će srpska dobrovoljačka garda, poznatija kao zločinački arkanovci, nakon uspostave prijelazne administracije UN-a neko vrijeme ostati na području Baranje, istočne Slavonije i zapadnog Srijema, kako bi se uvjerila poštuju li se odredbe Erdutskog sporazuma.[3]

### 28. prosinca
- Ne počne li demilitarizacija 16. siječnja i ne bude li omogućen povratak prognanika do kraja ožujka 1996., tražit ćemo od hrvatske Vlade da poduzme sve mjere, uključujući i vojno-redarstvene, za oslobađanje istočne Hrvatske, izjavio predsjednik Zajednice prognanika Hrvatske Mato Šimić u intervjuu Večernjem listu.[3]
- Predsjednik Hrvatske bratske zajednice Bernard Luketić poslao pismo predsjedniku SAD Billu Clintonu, u kojem prosvjeduje zbog izjave američkog pukovnika Gregoryja Fontenota; objavljene u Wall Street Journalu, da su Hrvati rasisti koji ubijaju ljude zbog boje kože.[3]
- Pripadnici Armije BiH i vojske bosanskih Srba ispunili dio obveze iz Mirovnog sporazuma o BiH i do ponoći se povukli s ključnih položaja na crtama razdvajanja oko Sarajeva.[3]

### 29. prosinca
- Svojim pobjedama Hrvatska je izmijenila ne samo svoje lice pred svijetom nego i ovaj dio svijeta, rekao predsjednik Republike Hrvatske dr. Franjo Tuđman na svečanom primanju za predstavnike Ministarstva unutarnjih poslova, Ministarstva obrane, Hrvatske vojske, udruga dragovoljaca i prognanika u Predsjedničkim dvorima.[3]
- Predsjednik Tuđman primio u Predsjedničkim dvorima posebnog izaslanika glavnog tajnika UN-a general bojnika Jacquesa Kleina, zapovjednika Prijelazne uprave UN-a za istočnu Slavoniju, Baranju i zapadni Srijem, koji mu je naglasio da su hrvatska suverenost i teritorijalni integritet neupitni, te da je međunarodna zajednica odlučna u namjeri da se reintegracija izvrši što brže.[3]

### 30. prosinca
- Zapovjednik IFOR-a u BiH američki admiral Leighton Smith i formalno obavijestio vlasti pobunjenih bosanskih Srba da ne može produljivati rok za povratak dijelova Sarajeva pod njihovom kontrolom u okvir Federacije BiH.[3]